# Daddy Day Camp
Daddy Day Camp (El Campamento de Papá en Hispanoamérica y Papá canguro 2 en España) es una película de 2007, secuela de Daddy Day Care. Fue dirigida por Fred Savage y protagonizada por Cuba Gooding Jr.

## Sinopsis
Esta película presenta a los papás Charlie Hinton (Cuba Gooding Jr.) y Phil Ryerson (Paul Rae) en otra aventura en la que asumen la dirección de un campamento de verano. Con total desconocimiento de los grandes espacios abiertos, unas instalaciones destrozadas, y un variopinto grupo de campistas, no pasa mucho tiempo hasta que las cosas salen fuera de control. Frente a las amenazas de cierre y el descenso de inscripciones, Charlie llama a su padre, Buck Hinton (Richard Gant), de quien está distanciado, para que le ayude a montar el campamento.

## Argumento
Charlie Hinton y Phil Ryerson llevan a sus hijos, Max y Ben, al Campamento Driftwood para el verano, un campamento al que asistieron de niños en 1977. Una vez allí, descubren que Driftwood se está derrumbando y que ya no es un campamento acogedor. Para salvarlo, Charlie y Phil compran una sociedad con Morty, su monitor de campamento de la infancia. Morty les cede el campamento, junto con Dale, el nuevo conductor de autobús, y se va de vacaciones con entusiasmo, tras 30 años sin dirigir el campamento.
Lance Warner, el rival de la infancia de Charlie, ahora dirige el lujoso campamento rival, Canola, tiene un hijo llamado Bobby J (aunque lo niega repetidamente) y está deseando comprar Driftwood y derribarlo. Reta a Driftwood a la próxima Olimpiada de Campamentos, pero Charlie se niega, alegando que no quiere saber nada más del campamento tras perder contra Lance cuando eran niños. El primer día de campamento resulta ser un desastre con una mofeta causada por Max y una explosión cuando Phil dejó caer una cerilla en el baño al apagarse la luz.
Como resultado, la mayoría de los padres sacan a sus hijos del campamento y piden reembolsos, pero Charlie y Phil ya han gastado todo el dinero en reparaciones, dejando a Driftwood con solo siete campistas y sus hijos en lugar de los treinta y cinco originales, y con necesidad de ayuda financiera. Charlie, a regañadientes, llama a su padre militar, el coronel Buck Hinton, para que les ayude a poner a los chicos en forma, ya que tienen problemas para seguir órdenes. Al día siguiente, Driftwood es asaltado por Canola, a la que se unen los veintiocho campistas que se fueron, y roban la bandera de Driftwood. Buck llega y comienza a entrenar a los campistas con facilidad hasta que Canola los asalta de nuevo y se burla de él. Frustrado, Buck decide vengarse de Lance y ayuda a Driftwood a recuperar la bandera.
Lance aparece y se burla de Charlie por su estilo de enseñanza al recordarlo de la Olimpiada en la que compitieron de niños. Charlie responde aceptando el reto de la Olimpiada del Campamento, así que los chicos empiezan a entrenar. Durante el entrenamiento, los chicos admiran a Buck por su actitud militar y su apoyo, pero Charlie lo desaprueba, pues no quiere que los chicos se conviertan en como Buck. Charlie cree que a Buck solo le importa la dureza y que Charlie lo decepcionó. Charlie empieza a arrepentirse de haber llamado a Buck cuando Ben huye al bosque después de que Cabeza de Mullet y Billy se burlaran de él por la sobreprotección de su padre, porque Buck le dijo que se había vuelto "duro" cuando huyó al bosque. Encuentran a Ben, y Charlie luego se queja con Phil sobre Buck, quien los escucha y se va del campamento.
El día de la Olimpiada, los demás descubren que Buck se ha ido. Al ver a todos los chicos desanimados, Charlie busca a Buck y lo trae de vuelta, resolviendo sus problemas con él en el proceso. Al regresar, los chicos informan que descubrieron que Canola hizo trampa en la Olimpiada; esto es especialmente posible cuando se revela que Lance ganó la Olimpiada de 1977. Buck idea un plan para vencer a Canola siendo más astuto que ellos. Tras superar a Canola en la final, Driftwood está listo para el relevo: su compañero de campamento, Mullet Head, hará el recorrido de escalada y Max el sprint contra Bobby J. Sin embargo, Mullet Head se lesionó el tobillo al caerse en la carrera de tres piernas, así que Charlie deja que Ben haga el recorrido de escalada, ya que Ben también sabe escalar por instinto. Ben se cae, pero sus compañeros lo animan a seguir. Becca revela entonces que Lance engrasó la pared, corroborando las acusaciones de trampa; de hecho, Lance lo llevaba haciendo años. Ben usa el árbol junto a la pared con tiempo suficiente para tocar la campana, dándole así la victoria a Driftwood y demostrándole su valía a su padre.
Lance reprende a su hijo por haberle costado la competencia al campamento. Insultado y harto del abuso de Lance, Bobby J se vuelve contra él, le responde con insolencia y patadas, lo que hace que Lance se tambalee hacia atrás contra los soportes del muro, derrumbándose sobre una vitrina de trofeos, destrozando todos los trofeos que Canola había ganado. Lance rompe a llorar. Con la victoria de Driftwood asegurada, los padres que sacaron a sus hijos de Driftwood y quienes los enviaron a Canola deciden que Driftwood podría ser el mejor ejemplo para sus hijos y solicitan permiso para enviarlos allí, salvándolo así de la ejecución hipotecaria. Los campistas actuales de Driftwood se dirigen a buscar su trofeo.

## Elenco

### Principal
- Cuba Gooding Jr. como Charlie Hinton.
- Lochlyn Munro como Lance Warner.
- Richard Gant como Buck.
- Tamala Jones como Kim Hinton.
- Paul Rae como Phil Ryerson.
- Brian Doyle-Murray como Tío Morty.
- Joshua David McLerran como Dale.
- Spencir Bridges como Ben Hinton.
- Dallin Boyce como Max Ryerson.
- Telise Galanis como Juliette.
- Molly Jepson como Becca.
- Sean Patrick Flaherty como Robert "Bobby" Jefferson Warner.
- Taggart Hurtubise como Carl.
- Tad D'Agostino como Robert.
- Tyger Rawlins como Billy.
- Talon G. Ackerman como Jack Mayhoffer.
- Zachary Allen como Cabeza de Mullet.
- Jennifer Lyon como la Sra. Simmons.